# Schmölz (Heinersreuth)
Schmölz ist ein Gemeindeteil des Marktes Presseck im Landkreis Kulmbach (Oberfranken, Bayern). Schmölz liegt in der Gemarkung Heinersreuth.

## Geografie
Die Einöde liegt im tief eingeschnittenen Tal des Köstenbachs. Die Kreisstraße KU 25/KC 20 führt den Köstenbach entlang nach Schmölz (0,2 km nordöstlich) bzw. nach Presseck zur Staatsstraße 2195 (3,5 km südöstlich).

## Geschichte
Anfang des 17. Jahrhunderts gab es beim Ort einen Bergwerkstollen, in dem Kupfererz abgebaut wurde. Schmölz war eine Schmelzhütte, in dem das Erz geläutert wurde. Infolge des geringen Ertrages und des Dreißigjährigen Krieges wurde der Betrieb eingestellt. 1757 kam es für kurze Zeit zur Neubelebung.
Mit dem Gemeindeedikt wurde ein Teil von Schmölz dem 1808 gebildeten Steuerdistrikt Heinersreuth und der im selben Jahr gebildeten Ruralgemeinde Heinersreuth zugewiesen. Bei der Vergabe der Hausnummern erhielt Schmölz die Nummer 39 des Ortes Elbersreuth. Am 1. Januar 1978 wurde Schmölz im Rahmen der Gebietsreform in Bayern in die Gemeinde Presseck eingegliedert und mit dem am 1. Mai 1978 eingemeindeten Schmölz (Reichenbach) vereinigt.

### Einwohnerentwicklung
| Jahr      | 001818 | 001861 | 001871 | 001885 | 001900 | 001925 | 001950 | 001961 | 001970 | 001987 |
| Einwohner |        | 7      | 9      | 10     | 7      | 7      | 4      | 6      | 4      | 13 *   |
| Häuser    | 1      |        |        | 1      | 1      | 1      | 1      | 1      |        | 2 *    |
| Quelle    | [ 6 ]  | [ 10 ] | [ 11 ] | [ 12 ] | [ 13 ] | [ 14 ] | [ 15 ] | [ 16 ] | [ 17 ] | [ 1 ]  |

## Religion
Schmölz ist katholisch geprägt und nach St. Thomas (Wallenfels) gepfarrt.